# Xiquanyan Shuiku
Xiquanyan Shuiku (kinesiska: 西泉眼水库) är en reservoar i Kina. Den ligger i provinsen Heilongjiang, i den nordöstra delen av landet, omkring 80 kilometer sydost om provinshuvudstaden Harbin. Xiquanyan Shuiku ligger 206 meter över havet. Omgivningarna runt Xiquanyan Shuiku är en mosaik av jordbruksmark och naturlig växtlighet.
Genomsnittlig årsnederbörd är 855 millimeter. Den regnigaste månaden är juli, med i genomsnitt 188 mm nederbörd, och den torraste är januari, med 7 mm nederbörd.